# Barbara Wittmann
Barbara Wittmann (* 1971 in Wien) ist eine österreichische Kunst- und Wissenschaftshistorikerin. Aktuell lehrt sie an der Universität der Künste Berlin.

## Leben
Wittmann studierte Kunstgeschichte in Wien und Berlin. 1999 wurde sie mit einer Arbeit zur Porträtkunst Édouard Manets an der Freien Universität Berlin promoviert. Im Anschluss war sie als wissenschaftliche Assistentin am Fach Kunstgeschichte der Universität Trier und 2003 als Gastdozentin an der Technischen Universität Istanbul tätig. 2006 bis 2010 leitete sie gemeinsam mit Christoph Hoffmann und Hans-Jörg Rheinberger die Forschungsinitiative „Wissen im Entwurf. Zeichnen und Schreiben als Verfahren der Forschung“ am Max-Planck-Institut für Wissenschaftsgeschichte in Berlin und am Kunsthistorischen Institut in Florenz (Max-Planck-Institut). 2010 bis 2013 war Barbara Wittmann Juniordirektorin am Internationalen Kolleg für Kulturtechnikforschung und Medienphilosophie (IKKM) der Bauhaus-Universität Weimar und leitete das Research-Fellow-Programm „Werkzeuge des Entwerfens“. Dort habilitierte sie sich 2014 mit einer Studie zur Kultur- und Wissensgeschichte der Kinderzeichnung.
Barbara Wittmann hatte eine Professur für Kunst- und Bildgeschichte der Moderne und Gegenwart an der Humboldt-Universität zu Berlin (2013–2016) und einen Lehrstuhl für Kunstgeschichte mit Schwerpunkt 17.–19. Jahrhundert an der Goethe-Universität Frankfurt am Main (2016–2018) inne. Dort leitete sie ein Teilprojekt im Rahmen des LOEWE-Schwerpunkts „Architekturen des Ordnens. Praktiken und Diskurse zwischen Entwerfen und Wissen“. 2018 wechselte sie auf eine Professur für Kunstwissenschaft an die Universität der Künste Berlin.

## Auszeichnungen
- 2013 Wissenschaftspreis der Aby-Warburg-Stiftung

## Schriften

### Monographien
- Bedeutungsvolle Kritzeleien. Eine Kultur- und Wissensgeschichte der Kinderzeichnung, 1500–1950, Zürich, Berlin, diaphanes, 2018.
- Gesichter geben. Édouard Manet und die Poetik des Portraits, München, Wilhelm Fink Verlag, 2004.

### Herausgeberschaften
- Werkzeuge des Entwerfens, Schriften des Internationalen Kollegs für Kulturtechnikforschung und Medienphilosophie, Bd. 30, Zürich, Berlin, diaphanes, 2018.
- mit Christoph Hoffmann: Knowledge in the Making: Drawing and Writing as Research Techniques, Themenheft, Science in Context 26/2 (2013).
- mit Safia Azzouni, Christina Brandt, Bernd Gausemeier, Julia Kursell und Henning Schmidgen: Eine Naturgeschichte für das 21. Jahrhundert. Hommage à / zu Ehren von / in Honor of Hans-Jörg Rheinberger, Berlin, Max-Planck-Institut für Wissenschaftsgeschichte, 2011 (2. Auflage, Berlin, Alpheus Verlag, 2014).
- Spuren erzeugen. Zeichnen und Schreiben als Verfahren der Selbstaufzeichnung, Reihe »Wissen im Entwurf«, Bd. 2, Zürich, Berlin: diaphanes, 2009.
- mit Johannes Endres und Gerhard Wolf,: Ikonologie des Zwischenraums. Der Schleier als Medium und Metapher, Reihe Bild und Text, München, Wilhelm Fink Verlag, 2005.

## Belege
1. ↑  Wissen im Entwurf | MPIWG. Abgerufen am 8. Oktober 2024.
2. ↑  Werkzeuge des Entwerfens (2010–2012) — IKKM Weimar. Abgerufen am 8. Oktober 2024.
3. ↑  Architectures of Order - Practices and Discourses between Design and Knowledge. Abgerufen am 8. Oktober 2024 (deutsch).

| Personendaten    | Personendaten                                        |
| ---------------- | ---------------------------------------------------- |
| NAME             | Wittmann, Barbara                                    |
| KURZBESCHREIBUNG | österreichische Kunst- und Wissenschaftshistorikerin |
| GEBURTSDATUM     | 1971                                                 |
| GEBURTSORT       | Wien                                                 |